# Palais Trevisan
 (octobre 2018).
Si vous disposez d'ouvrages ou d'articles de référence ou si vous connaissez des sites web de qualité traitant du thème abordé ici, merci de compléter l'article en donnant les références utiles à sa vérifiabilité et en les liant à la section « Notes et références ».
Le palais Trevisan est un palais construit au XVIe siècle sur l'île de Murano, à Venise. 

## Style
On ne connaît pas l'architecte, mais le style suit celui du célèbre Andrea Palladio. Certains auteurs l'attribuent à Michele Sanmicheli. Des fresques qui ornaient la façade, probablement œuvre des peintres Giovanni Battista Zelotti et Battista del Moro, aujourd'hui, il reste peu de vestiges.

## Intérieur
L'intérieur, peint en grande partie par Paul Véronèse, se trouve en mauvais état, et de nombreuses fresques ont maintenant disparu, irrémédiablement perdues. L'une des rares œuvres survivantes de Véronèse, Les Sept Divinités Planétaires (aussi connues comme le Triomphe des Dieux), est conservée aujourd'hui au musée du Louvre à Paris, sur laquelle le peintre a représenté beaucoup des dieux de l'Olympe : Vénus, Cronos, Jupiter, Apollon, et Junon.

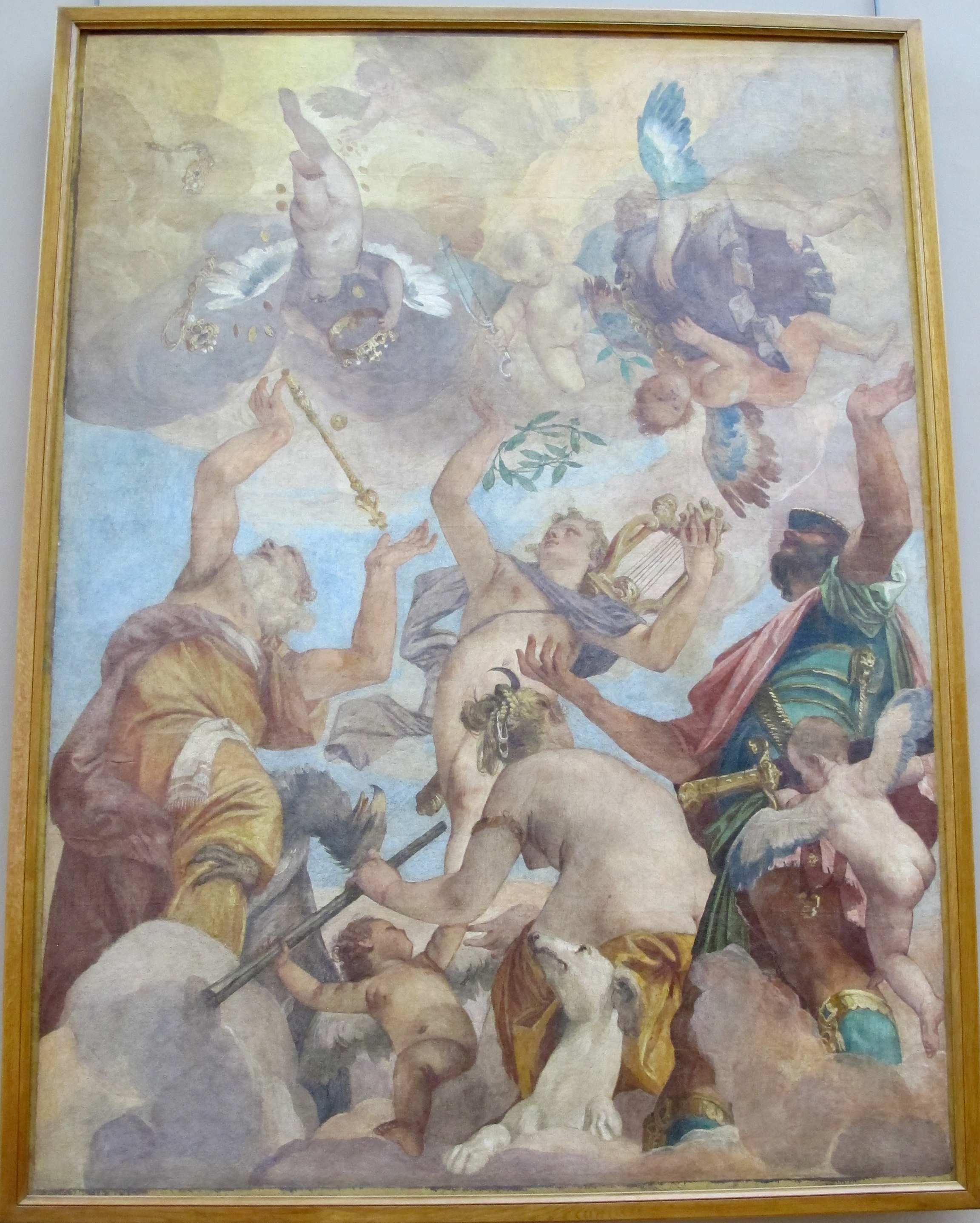
Les Sept Divinités Planétaires, par Paolo Veronese